# Tamajeq de l'Aïr
Le tamajeq de l'Aïr (Tayiṛt), tayart ou  tayert est une variété du tamasheq, une langue touarègue. Elle est parlée par les Touaregs habitant les montagnes de l’Aïr dans la région d’Agadez au Niger.
Ethnologue, Languages of the World répertorie deux dialectes du tamajeq de l’Aïr : l’aïr (tayert) et le tanassfarwat (tamagarast, tamesgrest).
Blench (2006) considère ces deux variétés comme des langues distinctes.